# Associazione Sportiva Reggina 1934-1935
Questa pagina raccoglie i dati riguardanti l'Unione Sportiva Reggina nelle competizioni ufficiali della stagione 1934-1935.

## Stagione
La squadra, allenata dall'ungherese Kuttik, ha concluso il girone H della Prima Divisione 1934-1935 al dodicesimo ed ultimo posto: il verdetto è pertanto la retrocessione in Seconda Divisione. Tuttavia, in seguito a problemi economici, la squadra viene messa in liquidazione dal commissario straordinario Lorenzo Labate. L'attività riprenderà nel 1944 con un torneo provinciale, mentre l'attività ufficiale riprenderà solo nel 1945/46.
Rinunciò alle ultime tre gare casalinghe perdendole 0-2 a tavolino e venendo penalizzata di 9 punti (tre per ogni rinuncia), ma giocò le ultime tre gare in trasferta.
Miglior marcatore reggino fu Cara con 3 reti. A seguire Bilancioni, Bolognesi e Faccenda con 2; Rossi, Latella, Ansaloni, Passalacqua, Porcino e Vigilante II con 1 rete.

## Rosa
| N. |                   | Ruolo | Calciatore          |
| -- | ----------------- | ----- | ------------------- |
|    | Italia (bandiera) | P     | Mario Brusa         |
|    | Italia (bandiera) | P     | Stevan Tommei       |
|    | Italia (bandiera) | P     | Caridi              |
|    | Italia (bandiera) | D     | Natale Pisani       |
|    | Italia (bandiera) | D     | Eros Recordati      |
|    | Italia (bandiera) | D     | Ernesto Liconti     |
|    | Italia (bandiera) | D     | Francesco Perna     |
|    | Italia (bandiera) | C     | Armando Passalacqua |
|    | Italia (bandiera) | C     | Giovanni Montani    |
|    | Italia (bandiera) | C     | Sconfienza          |
|    | Italia (bandiera) | C     | Edmondo Anzaloni    |
|    | Italia (bandiera) | C     | Murolo              |
|    | Italia (bandiera) | C     | Porchi              |
|    | Italia (bandiera) | C     | Vigilante I         |

| N. |                   | Ruolo | Calciatore         |
| -- | ----------------- | ----- | ------------------ |
|    | Italia (bandiera) | A     | Carlo Rossi        |
|    | Italia (bandiera) | A     | Porcino            |
|    | Italia (bandiera) | A     | Valerio Bilancioni |
|    | Italia (bandiera) | A     | Antonio Bolognesi  |
|    | Italia (bandiera) | A     | Rinaldo Franzoni   |
|    | Italia (bandiera) | A     | Gaetano            |
|    | Italia (bandiera) | A     | Vigilante II       |
|    | Italia (bandiera) | A     | Francesco Cara     |
|    | Italia (bandiera) | A     | Minicucci          |
|    | Italia (bandiera) | A     | Giovanni Faccenda  |
|    | Italia (bandiera) |       | Occhiuto           |
|    | Italia (bandiera) |       | Dossena            |
|    | Italia (bandiera) |       | Angelo Repetto     |
|    | Italia (bandiera) |       | Bottaro            |